# Henri Salaün
Pour les articles homonymes, voir Henri Salaün (squash) et Salaün.
Henri Salaün, né le 13 janvier 1866 à Brest et mort le 19 mai 1936 à Paris, est un vice-amiral français. 
Directeur général de la guerre sous-marine en 1917-1918, il coordonne la lutte des Alliés contre les sous-marins allemands, sécurise les convois et réduit les pertes.
Préfet maritime de Brest après la guerre, il est ensuite chef d'état-major général de la Marine, commandant l'escadre de la Méditerranée, commandant en chef des forces maritimes du midi, puis de nouveau chef d'état-major général de la Marine, et vice-président du Conseil supérieur de la Marine.
Comme chef d'état-major général de la Marine, il établit les projets de reconstruction de la flotte mais ne parvient pas à les faire adopter immédiatement. Retraité, il montre par ses écrits la baisse du pouvoir maritime de la France.

## Biographie
Henri Salaün est le fils de Jean Marie Salaün, officier marinier, et de Catherine Lézoraine,.

### Jeune officier de marine
Il intègre l'École navale à seize ans, en 1882, et en sort aspirant de 1re classe en octobre 1885. Parti en campagne en Extrême-Orient, il participe aux opérations militaires du Tonkin en 1886-1887. Promu enseigne de vaisseau en octobre 1887, il sert sur le cuirassé Amiral-Baudin, puis retourne au Tonkin en 1889-1890 pour une nouvelle campagne, à bord du Kerguelen.
Attaché à Lorient en juillet 1891 avec les fusiliers marins, Henri Salaün est promu lieutenant de vaisseau en septembre, puis devient l'année suivante professeur à l'École navale. Il est ensuite affecté en 1894 sur le cuirassé Marceau, puis instructeur sur le navire-école l'Iphigénie, et alterne ensuite d'autres postes opérationnels ou d'enseignant.

### Premiers commandements
Appelé en janvier 1902 à suivre les cours de l'École supérieure de marine, il prend ensuite en Algérie le commandement du contre-torpilleur Mousquetaire. Il est affecté au Service hydrographique de la Marine en mars 1904. 
Capitaine de frégate en mars 1905, Salaün est officier d'ordonnance du ministre de la Marine, puis en septembre 1905 aide de camp de l'amiral Gigon, alors en escadre du Nord. En février 1907, il prend le commandement de la flottille du Nord. Il commande ensuite la flottille des sous-marins de l'océan Atlantique.
Promu capitaine de vaisseau en mai 1911, il est membre du Comité technique de la Marine, secrétaire du Conseil supérieur de la Marine, et chef d'état-major du vice-amiral Horace Jauréguiberry qui commande la flotte lors des grandes manœuvres navales. Il commande le Dunois et les flottilles de la troisième escadre à partir de mai 1912.

### Première Guerre mondiale, amiral, lutte anti-sous-marine
Nommé en décembre 1913 chef de cabinet militaire du ministre de la Marine, il est nommé au commandement du croiseur Jeanne-d'Arc en juillet 1914, mais cette nomination est annulée en raison du déclenchement de la Première Guerre mondiale ; il garde alors sa responsabilité de chef de cabinet du ministre. Il réorganise la flotte pour l'adapter à la nouvelle forme de guerre.  
En juin 1915, Salaün est promu contre-amiral et préside la commission des essais des bâtiments de la flotte. Il commande à partir de mars 1916 la division des bases du corps expéditionnaire d'Orient, et organise le ravitaillement de l'Armée d'Orient, ainsi que la lutte contre les sous-marins en Méditerranée orientale ; il est cité à l'ordre de l'Armée. 
Ses talents d'organisateur lui valent d'être nommé en août 1917 au nouveau poste de directeur général de la guerre sous-marine. Il coordonne l'action des marines alliées pour lutter contre les sous-marins, travaille de plus à sécuriser les convois et parvient ainsi à réduire considérablement les pertes. Il est nommé vice-amiral en juin 1918.

### Chef d'état-major général, projets de restauration de la flotte
À l'issue de la guerre, il devient préfet maritime de Brest en mai 1919. Il est nommé en février 1920 chef d'état-major général de la Marine et devient membre du Conseil supérieur de la Marine. En mai 1921, il est nommé au commandement de l'escadre de la Méditerranée, puis en août 1923 commandant en chef des forces maritimes du midi. De nouveau chef d'état-major général de la Marine de juillet 1924 à janvier 1928, il est aussi vice-président du Conseil supérieur de la Marine. 
Il s'efforce de reconstruire la flotte, les défenses côtières et le matériel, établit successivement plusieurs projets pour la flotte, dont celui de 1926 étudié avec son ministre Georges Leygues, mais il ne parvient pas à les faire adopter par le Parlement, la priorité budgétaire étant allouée à la ligne Maginot,. Dans les faits, ses projets sont quand même réalisés mais par tranches annuelles successives, grâce à l'action des ministres Georges Leygues et François Piétri, et à celle des amiraux qui lui succèdent.
Selon le Dictionnaire des marins francs-maçons, Salaün est un homme de gauche, anticlérical et connu en 1927 comme franc-maçon.
L'amiral Salaün quitte en janvier 1928 le service actif. Le 14 juillet suivant, il préside cependant encore, en présence du maréchal Foch, les grandes manœuvres et la revue navale, puis l'inauguration au Havre des nouveaux quais et du grand bassin pouvant accueillir les plus grands navires de l'époque. 
Membre de l'Académie de marine depuis 1921, il se consacre ensuite à l'écriture, et rédige en 1932 La Marine française, publié en 1934. Dans cet ouvrage, il analyse en détail la politique navale française de 1870 à 1932, et montre que, depuis 1870, la préoccupation essentielle est la frontière de l'est, au détriment de la Marine ; il montre l'incohérence des projets et comment la France perd son rang parmi les grandes puissances maritimes. Peu après, le 19 mai 1936, il meurt à Paris.

## Distinctions
- Médaille militaire (10 janvier 1928)[9],[10]
- Grand-croix de la Légion d'honneur (23 juin 1925)[2]
  -  Grand officier de la Légion d'honneur (10 juillet 1920)
  -  Commandeur de la Légion d'honneur (5 juin 1917)
  -  Officier de la Légion d'honneur (25 septembre 1912)
  -  Chevalier de la Légion d'honneur (12 juillet 1897)
- Croix de guerre 1914–1918
- Officier d'académie
- Army Distinguished Service Medal 1919[11].
- Navy Distinguished Service Medal 1919[12].
- Membre de l'Académie de marine, 1921

## Œuvres
- Guerre navale racontée par nos amiraux, avec l'amiral Ratyé et l'amiral Dumesnil, t. 2, Schwarz, 1930.
- Les opérations en Méditerranée sous le commandement du vice-amiral Boué de Lapeyrére (12 août 1914-14 octobre 1915), Schwarz, v. 1930.
- La Marine française, Paris, Éditions de France, coll. « La Troisième république, de 1870 à nos jours », 1934, 469 pages[13].
- Préfaces, contributions et articles divers.